# 卢光稠
卢光稠（？—910年），晚唐军阀，从885年起控制虔州直至去世，唐亡后名义上同时臣服于后梁及其敌国杨吴。

## 家世背景及夺取虔州
卢光稠出生于虔州（今江西赣州）虔化县清音里（今宁都县麻田）卢氏望族。他状貌雄伟，并无突出才能，但同乡谭全播却以他为奇。唐朝末年，唐朝南方农民军泛滥，岭表贼寇作乱，谭全播鼓动卢光稠也起事，卢光稠从之。当他们聚集来的人要推举谭全播为首时，谭全播让位卢光稠，更威胁要杀了不从卢光稠号令的人，使部众团结。
卢光稠起兵后，屡战屡胜，军势也日渐强大，有军数万。光启元年（885年）正月，卢光稠打败另一流军王潮，攻占虔州，自称刺史，用谭全播为谋主。

## 管治虔州
天复二年（902年），卢光稠南征以扩大领土。十二月，他和武安军节度使马殷合兵伐清海军，克韶州，但武安军战不利回军，卢光稠将韶州交给儿子卢延昌留守。然后他派弟弟卢光睦围攻潮州，但被清海节度使刘隐所退。刘隐不顾弟弟刘䶮反对，起广州之众攻打韶州，旌旗绵延数十里，围城十余里。卢光稠很害怕，谭全播却认为不足为惧，卢光稠转忧为喜，说：“虔州和韶州当初是和你一起平定的，今日之事，只有你能办。”卢光稠亲自领兵相救，谭全播设伏击败清海军，使卢光稠保住了韶州，刘隐几乎仅以身免。尽管获胜，谭全播并不居功，反而褒扬其他参战将官，使卢光稠更信任他了。
天祐三年（906年），淮南节度使弘农郡王杨渥兼并镇南军，吉州刺史彭玕不服，通好马殷求援，又与抚州刺史危全讽、信州刺史危仔昌和卢光稠等深相结纳，图谋进取江州。
四年（907年），大军阀宣武军节度使朱全忠篡唐建立后梁称太祖之后，卢光稠的领地北面由不顺后梁、仍奉唐朝正朔的弘农郡国（即后来的杨吴）占据，南面则为当时仍为后梁封臣的刘隐所有。卢光稠向后梁纳贡。后梁太祖以虔、韶为百胜军，任卢光稠为防御使兼五岭开通使。
开平三年（909年），弘农败俘割据以抚州为中心的抚、信、袁、吉四州的危全讽并兼并其地。卢光稠于八月上表弘农王杨隆演以示臣服，但仍臣服后梁，表示愿意收复镇南军，立功自效。四年（910年）正月，后梁太祖授卢光稠为镇南军留后；地方志称，后梁太祖同时还封卢光稠为舟汝王，食邑一千五百户，但主要史书均无此记载。
十二月，卢光稠病，想让位谭全播，谭全播拒绝。卢光稠死，卢延昌从韶州赶来哀悼父亲，谭全播推他继任。随后，杨隆演和后梁太祖都认可了这次交接。